# آگاراکادزور
آگاراکادزور (به ارمنی: Ագարակաձոր) یک روستا است که در استان وایوتس‌جور ارمنستان واقع شده‌است. آگاراکادزور در ۳ کیلومتری جنوبشرق یغگنادزور، مرکز استان وایوتس‌جور واقع شده است.

## خصوصیات
آگاراکادزور ۱٬۲۹۸ نفر جمعیت دارد و در ارتفاع ۱۱۶۰ متر بالاتر از سطح دریا قرار گرفته است.

## جاذبه‌های تاریخی

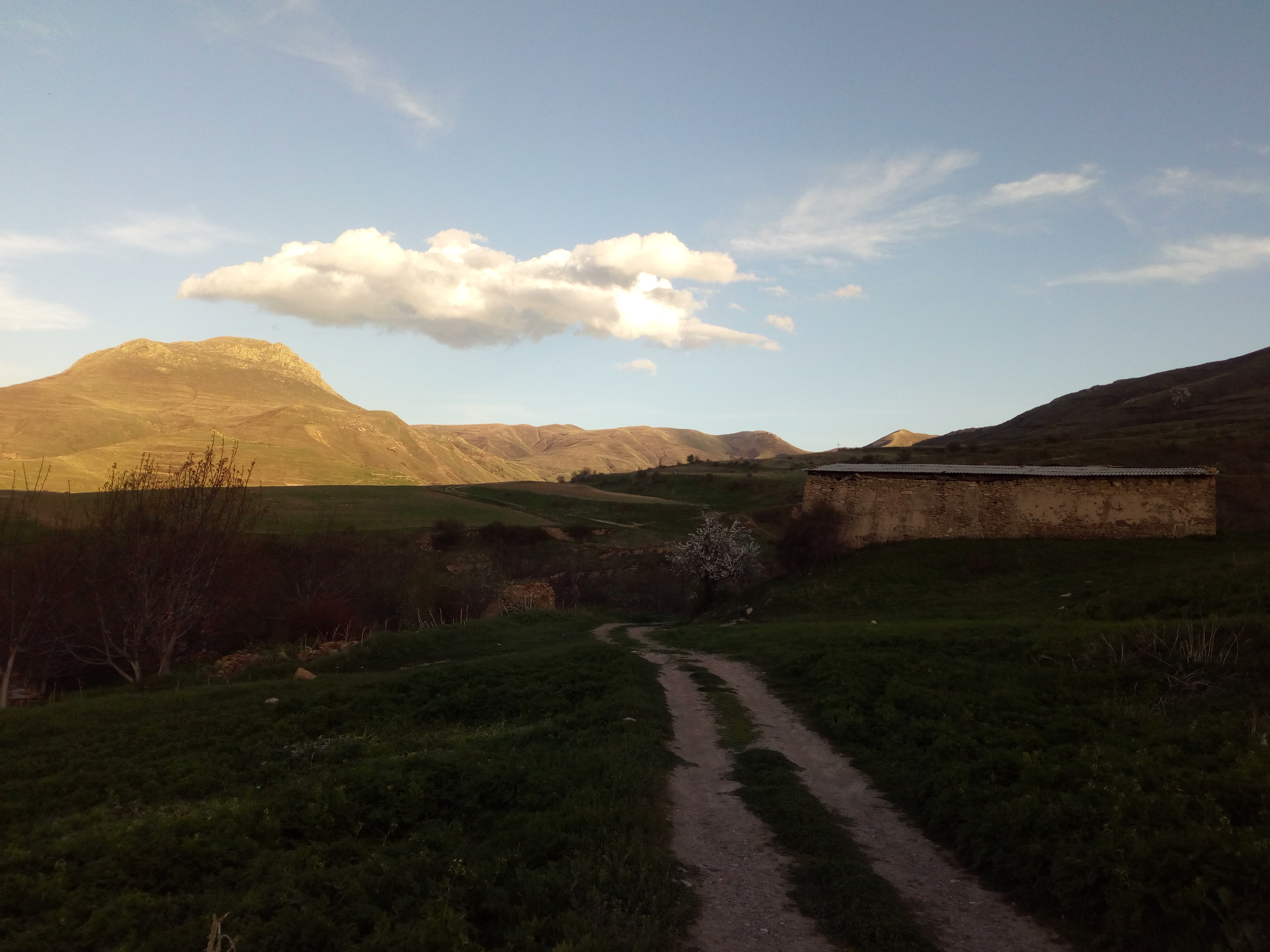
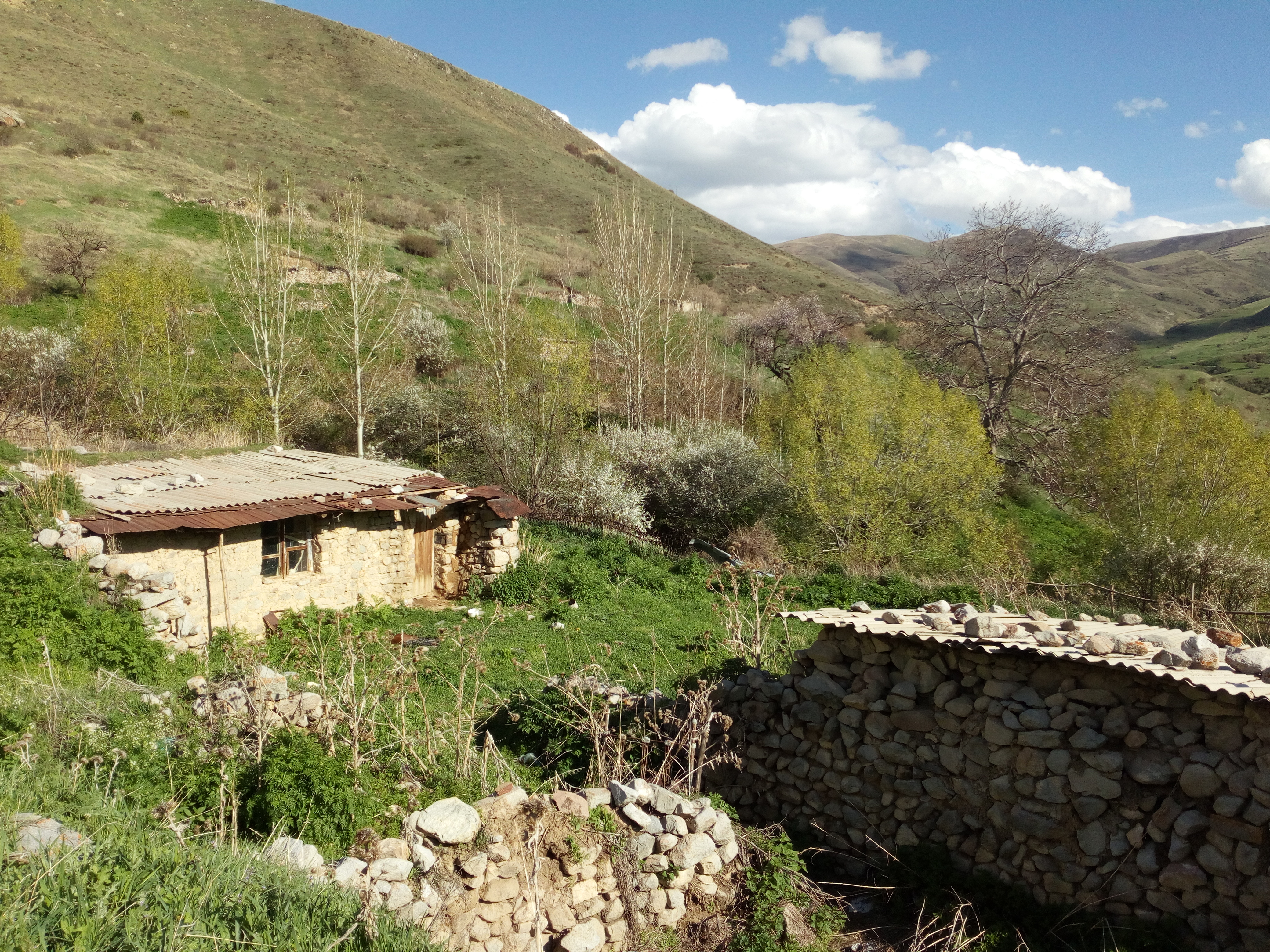